# مسجد بويوك بازار (لنكران)
مسجد بويوك بازار (بالأذرية: Böyük Bazar məscidi)‏، بالإنجليزية: Boyuk Bazar Mosque، بالفارسية: مسجد بازار بزرگ لنکران): هو مسجد في مدينة لنكران، أذربيجان. تم بناء المسجد في 1864 في حي بويوك بازار.
بموجب قرار مجلس وزراء جمهورية أذربيجان بتاريخ 2 أغسطس 2001، تم وضع المسجد تحت حماية الدولة باعتباره معلمًا معماريًا للتاريخ والثقافة ذو أهمية محلية (رقم 4805).

## عن
تم بناء مسجد بويوك بازار في 1864 في حي بويوك بازار بمدينة لنكران. تم بناؤه من أموال التي جمعها أفراد المجتمع، وسكان حي بويوك بازار. أخذ المسجد اسمه من الحي الذي يقع فيه. وكان مهندس المسجد هو الأستاذ هادي.
بعد الاحتلال السوفييتي لأذربيجان، بدأ الصراع الرسمي ضد الدين في 1928. في ديسمبر من ذلك العام، قامت اللجنة المركزية للحزب الشيوعي الأذربيجاني بتحويل العديد من المساجد والكنائس والمعابد اليهودية إلى رصيد الأندية لأغراض تعليمية. إذا كان هناك 3000 مسجد في أذربيجان في 1917، فقد انخفض هذا العدد إلى 1700 بحلول 1927، وبحلول 1933 لم يعد هناك سوى 17 مسجدًا. كما تم إغلاق مسجد بويوك بازار، وتم استخدام المبنى كمستودع ومكتبة ومعرض للصور الفوتوغرافية. حتى 1929، كان هناك ما مجموعه 6 خوانق في ساحة المسجد في ثلاثينيات القرن العشرين، أضيفت خوانق أخرى إلى المبنى، وفي 1938، تم تدمير مئذنة المسجد التي كانت تستخدم للدعوة إلى الصلاة. من 1938 إلى 1980، كان مبنى المسجد يضم مخبزًا، ومن 1980 إلى 1990، كان بمثابة معرضا للصور الفوتوغرافية.
بعد أن استعادت أذربيجان استقلالها، تم إدراج المسجد في قائمة المعالم التاريخية والثقافية المحلية الهامة الغير منقولة بموجب القرار رقم 132 الصادر عن مجلس وزراء جمهورية أذربيجان في 2 أغسطس 2001. في 1995، وبمبادرة من المجتمع المحلي، تم بناء مئذنة بارتفاع 36 متراً بجوار المسجد. يستضيف المسجد أنشطة جماعة دينية مسجلة لدى اللجنة الحكومية.